# 19e armée (Japon)
Pour les articles homonymes, voir 19e armée.
La 19e armée (第19軍, Dai-jū-kyū gun) est une unité de l'armée impériale japonaise basée sur l'île d'Ambon dans les Indes orientales néerlandaises durant la Seconde Guerre mondiale.

## Histoire
La 19e armée est créée le 19 décembre 1942 et affectée comme force de garnison de la moitié est des Indes orientales néerlandaises à partir du 7 janvier 1943 sous le contrôle administratif du groupe d'armées expéditionnaire japonais du Sud. Basée à Ambon, elle passe sous le contrôle de la 2e armée régionale, le 30 octobre 1943, elle-même attachée à l'armée japonaise du Guandong, comme planifié par le quartier-général impérial pour l'invasion du nord de l'Australie.
L'invasion prévue n'a jamais lieu et la 19e armée reste basée à Ambon, coupée de ses lignes d'approvisionnement et de soutien par les Alliés durant l'opération Cartwheel dans le théâtre sud-ouest de la guerre du Pacifique. Elle est dissoute le 28 février 1945 sans avoir combattu.

## Commandement

### Commandants
|   | Nom                                  | De               | À               |
| - | ------------------------------------ | ---------------- | --------------- |
| 1 | Lieutenant-général Nobumasa Tominaga | 22 décembre 1942 | 15 octobre 1943 |
| 2 | Lieutenant-général Kenzo Kitano      | 15 octobre 1943  | 1er mars 1945   |

### Chef d'état-major
|   | Nom                                | De               | À              |
| - | ---------------------------------- | ---------------- | -------------- |
| 1 | Lieutenant-général Shinnosuke Sasa | 22 décembre 1942 | 7 janvier 1944 |
| 2 | Lieutenant-général Takeshi Mori    | 17 janvier 1944  | 1er mars 1945  |